# Erymnochelys madagascariensis
Erymnochelys madagascariensis là một loài rùa trong họ Podocnemididae. Loài này được Grandidier mô tả khoa học đầu tiên năm 1867.

## Hình ảnh

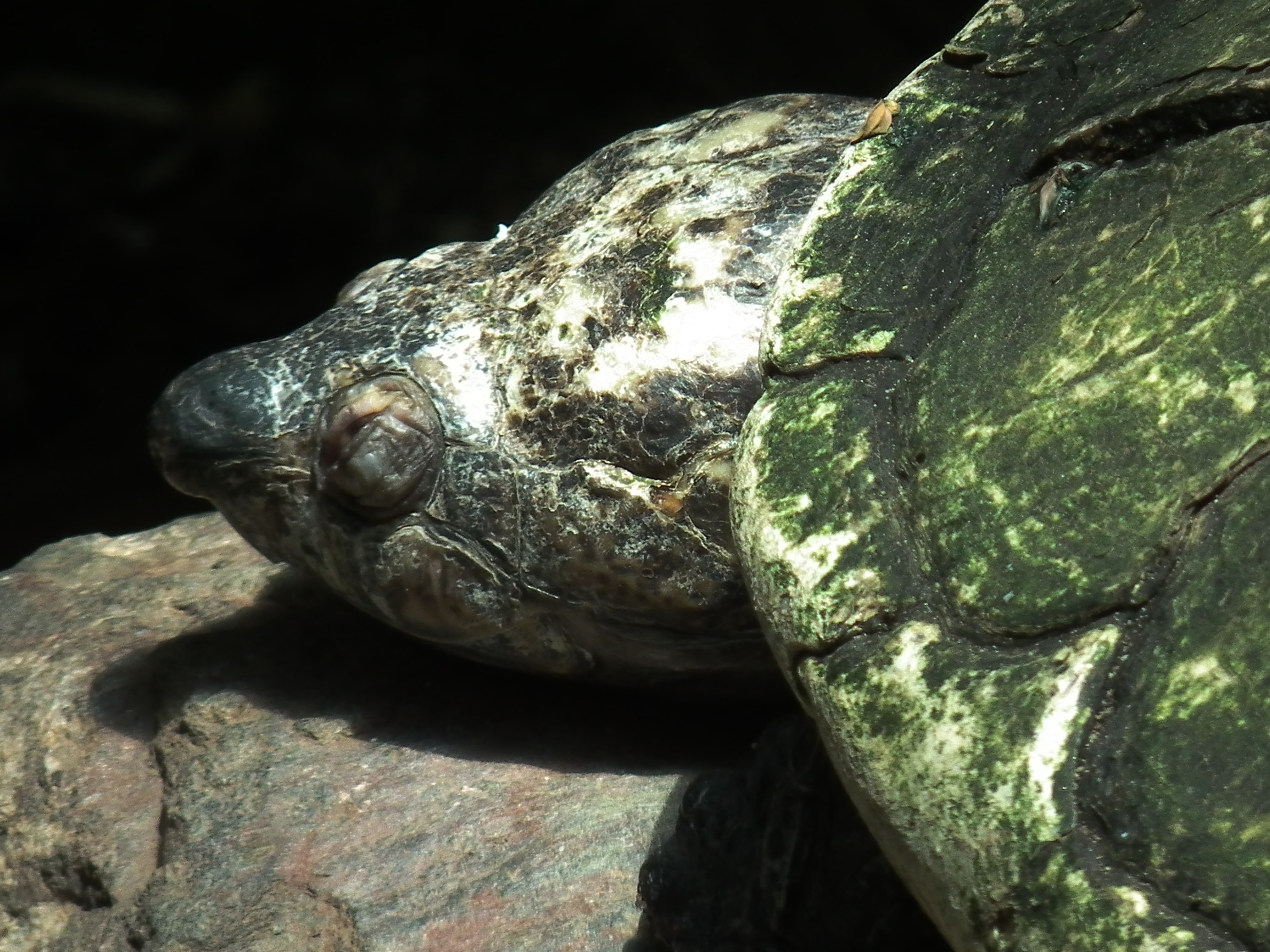
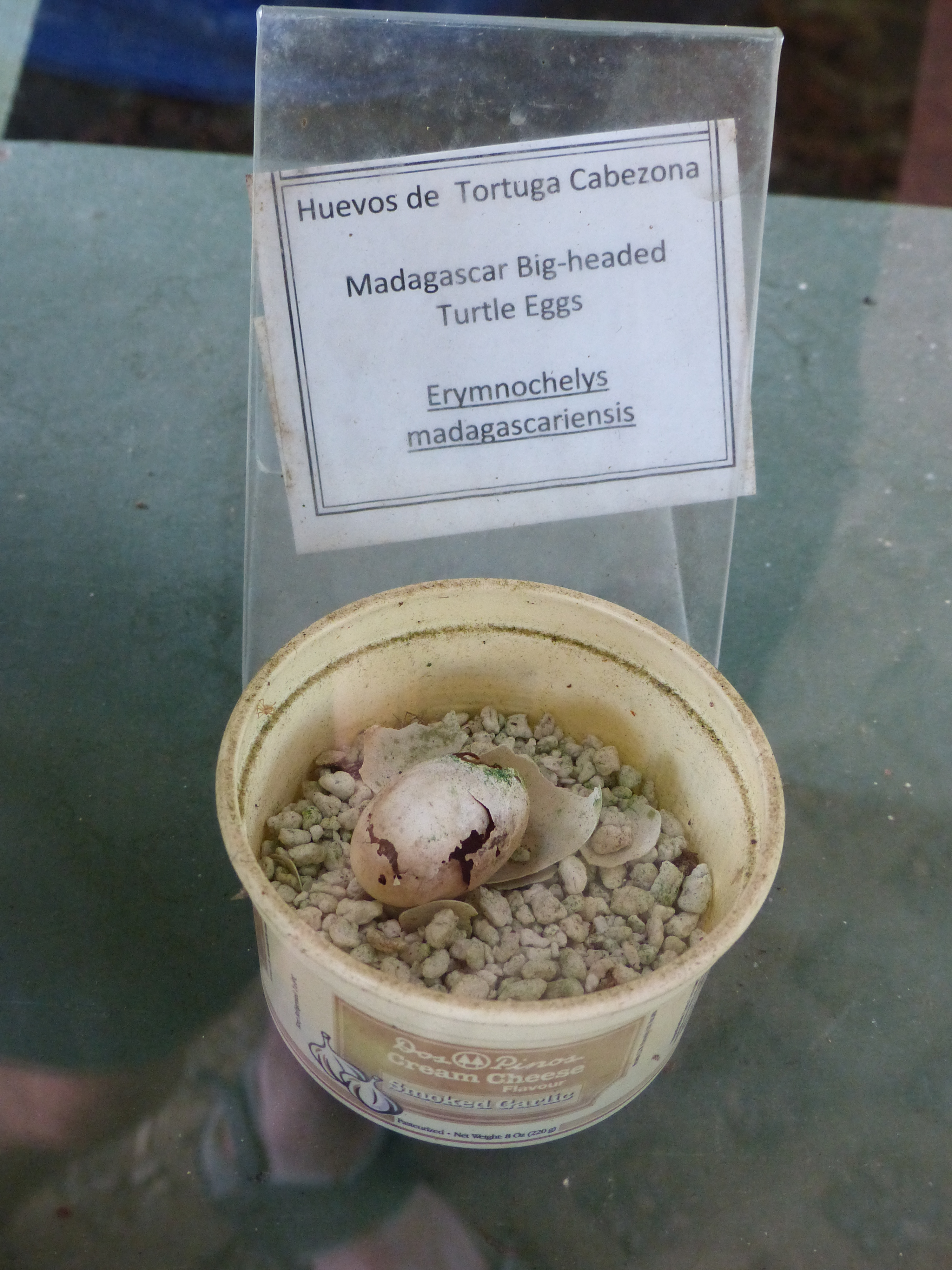

## Mô tả
Erymnochelys madagascariensis là một trong những loài rùa nguy cấp nhất trên thế giới, và cũng được đưa vào Quỹ Bảo tồn Rùa (TFC) top 25 loài có nguy cơ tuyệt chủng cao nhất Nó có một chiếc mai màu nâu sẫm cứng kèm theo tất cả các phần mềm của cơ thể và như tên gọi của nó cho biết (Madagascan big-headed turtle) nó có một cái đầu thực sự lớn.